# Српска православна црква Светог Георгија у Тарашу
Српска православна црква Светог Георгија у Тарашу, у општини Зрењанин, подигнута је 1853. године и заштићено је непокретно културно добро као споменик културе.
Црква је монументална једнобродна класицистичка грађевина, са полукружном апсидом и звоником који излази из западног прочеља. Конструктивни склоп чине масивни ободни зидови, дебљине скоро један метар, и полукружни луци, који се ослањају директно на подужне зидове и носе полуобличасте сводове који формирају три травеја и солеју. Над апсидом је свод у виду четвртине лопте. Хор почива на масивним квадратним стубовима са зиданом оградом. Кровна конструкција је дрвена, сложеног решења.
На западној фасади је изражен портик са масивним слободностојећим стубовима кружног пресека на високом постаменту надвишени архитравом и тимпаноном. Особеност ове грађевине је да се монументални портици јављају и на јужној и на северној фасади где са плитко избаченим певницама и зидовима испод звоника формирају две дубоке нише. Над овим портицима нема тимпанона, а стубови су полукружног пресека. Велики распони и веома прецизна изведба конструктивних елемената – лукова и сводова такође указују на веома способног и инвентивног инжењера градитеља.
Иконостас је дуборезачки рад новосадске радионице Луке Алексијевића из 1890. године.
Године 2005. изведени су радови на кровној конструкцији и громобранској инсталацији.

## Галерија
- Западна фасада
- Североисточна страна
- Звоник
- Иконостас
- Хор